# Növcü
Növcü è un comune dell'Azerbaigian situato nel distretto di Ağsu. Conta una popolazione di 1.151 abitanti.